# El adentro
El adentro es una película de Argentina dirigida por Hugo Gil sobre su propio guion escrito en colaboración con Carlos Guerrino sobre la historia La grieta en la pared de Hugo Gil. Su director informó en 1993 a Manrupe y Portela que la película fue filmada en 1971 en película Dupont de alto contraste. Por decisión del mismo nunca llegó a tener el montaje definitivo.

## Sinopsis
Un fugitivo se refugia en una casa abandonada donde se reencuentra con su pasado.

## Reparto
- Osvaldo de la Vega